# لو پوئن
لو پوئَن (Le Point) یک مجله خبری هفتگی فرانسه است که در سال ۱۹۷۲ تأسیس شد. این مجله به‌وسیلهٔ گروهی از روزنامه نگاران که عمدتاً از مجله اکسپرس فرانسه بودند با محوریت الیویه شورویلون و کلود اَمبرت تشکیل شد. قالب آن از مجله آمریکایی تایم الهام گرفته شده‌است.
این روزنامه به‌طور سنتی در محور رسانه‌های راست طبقه‌بندی می‌شود، مجله از همه عقاید سیاسی (مصاحبه، تحلیل و غیره) استقبال می‌کند و خط مشی تحریریه آن امروزه معمولاً به عنوان اجتماعی-لیبرال شناخته می‌شود.

## کمک‌های مالی از دولت
در زمینه کمک‌های دولت به مطبوعات مکتوب، لو پوئن حدود چهار و نیم میلیون یورو در سال از کمک‌های بلاعوض دریافت می‌کند که باید کمک‌های مالی وزارت فرهنگ و ارتباطات را نیز افزود.